# Fontaine des amoureux de science
La Fontaine des amoureux de science est un traité d'alchimie en vers français écrit au début du XVe siècle par Jean de La Fontaine 1381-1413 (à ne pas confondre avec le fabuliste du 17ème siècle), originaire de Valenciennes.

## Analyse
Ce traité est un poème allégorique en 1 116 vers octosyllabes à rimes plates, écrit vers 1413 par Jean de La Fontaine (Johannes de Fonte en latin), né en 1381 à Valenciennes et mort en 1441 ; d'après le texte, l'auteur a étudié à l'université de Montpellier, où il a été initié à l'alchimie et a écrit son texte en 1413 alors qu'il a 32 ans.
Le poème raconte comment l'auteur, endormi auprès d'une fontaine, est initié en rêve par Nature, Connaissance et Raison à l'alchimie, et donne une description du grand œuvre ; c'est une transposition alchimique des allégories du Roman de la Rose : le début du poème, dans un jardin clos renfermant une fontaine est inspiré de ce texte. Le titre, qui fait allusion aux titres de certains romans de chevalerie, est également un jeu avec le nom de l'auteur.
Ce traité est conservé dans quatre manuscrits du XVe siècle et dans un manuscrit du XVIe siècle qui copie l'édition parisienne de 1561 ; il fait l'objet d'éditions imprimées au XVIe siècle, cinq à Paris de 1505 à 1561, six à Lyon de 1545 à 1590, ; l'édition de 1547 est faite et préfacée par Antoine Du Moulin; certaines de ces éditions comportent des ajouts dus aux imprimeurs ou aux éditeurs scientifiques du texte.

#### Éditions
- Achille Genty (dir.), La fontaine des amoureux de science composée par Jehan de La Fontaine de Valenciennes, en le comté de Henault, poème hermétique du XVe siècle, Paris, Poulet-Malassis et de Broise, 1861 (lire en ligne).
- Stanislas Klossowski de Rola, Alchimie. Florilège de l'art secret. Augmenté de "La fontaine des amoureux de science" par Jehan de La Fontaine, 1413, Paris, Seuil, 1974.

#### Études
- Louis Karl, « Recherches sur quelques ouvrages scientifiques du Moyen Âge: La fontaine des amoureux de science (en vers français) par Jean de La Fontaine ; La chirurgie, le traitement des chevaux et des oiseaux (en latin et en catalan) par Théodoric le Catalan », Revue des bibliothèques,‎ 1928, p. 45-62 (lire en ligne).
- James Dauphine, « De l'Esprit de l'Or : langage et alchimie », dans L'or au Moyen Âge (monnaie, métal, objets, symbole), Aix-en-Provence, Publications du CUER MA (collection : Senefiance, 12), 1983, p. 112-120 Lire en ligne.
- Françoise Fery-Hue, « Jean de La Fontaine », dans Dictionnaire des lettres françaises, t. 1 : Moyen Âge, Paris, Fayard, 1992, p. 797-798.
- Didier Kahn, « Recherches sur la tradition imprimée de La Fontaine des amoureux de science de Jean de La Fontaine (1413) », Chrysopoeia, no 5,‎ 1992-1996, p. 323-385 (avec édition en fac-similé de l'édition de 1505).
- Laurent Brun et Benjamin Fauré, « Jean de la Fontaine », sur ARLIMA, 17 mai 2020 (consulté le 2 janvier 2020).